# Herbertus sendtneri
Herbertus sendtneri là một loài rêu tản trong họ Herbertaceae. Loài này được (Nees) A. Evans miêu tả khoa học lần đầu tiên năm 1917.